# أحمد بن خالد الناصري
أبو العباس أحمد بن خالد الناصري السلاوي الجعفري (22 مارس 1835، سلا - 12 أكتوبر 1897) مؤرخ مغربي، صاحب كتاب الاستقصا لأخبار دول المغرب الأقصى. تولى الناصري عدة مناصب مخزنية كالإشراف على إدارة الأحباس وكأمين لعدة مراسي.

## حياته
ولد أحمد الناصري بسلا، ونشأ في إطار ثقافة دينية تقليدية، إضافة إلى انتسابه إلى الزاوية الناصرية التامكروتية الواقعة بوادي درعة.
أقبل الناصري منذ صغره على العلم والتعلم. فأخذ في قراءة القرآن منذ صباه على شيخه الحاج محمد العلو السلاوي ثم الأستاذ محمد بن الجيلاني الحمادي ثم الأستاذ محمد بن طلحة الصباحي، فأتم القراءات السبع على شيخه عبد السلام بن طلحة. كما تلقى على يده فن التجويد وحفظ المتون وأمهات الكتب للشاطبي وابن مالك وابن عبد البر وغيرهم. ثم انتقل بعد ذلك إلى القاضي أبي بكر بن محمد عواد السلاوي فقرأ عليه فنونا وعلوما مهمة كالأصول والمعاني والبيان والبديع والسيرة النبوية والتصوف. كما درس الناصري علم التفسير وعلوم الحديث والرياضيات والطبيعيات وكتب التاريخ والجغرافيا.
انتدب الناصري من طرف السلطان المولى الحسن الأول في سلك موظفي الدولة في عدة وظائف سامية رغم امتناعه عنها خشية أن تصرفه عن التحصيل العلمي. لكن السلطان العلوي ألح على الناصري حتى قبل بالوظيفة العمومية، وتدرج فيها إلى أن بلغ مناصب سامية بسبب علمه واجتهاده.
عين الناصري في بادئ الأمر في مدينة سلا في عدة مناصب، ثم انتقل إلى مدينة فاس وتعرف بعلمائها وأدبائها، وكانت له معهم محاورات ومناقشات في علوم شتى. ثم عرج إلى مكناس وزرهون وخالط ناسها ودرس أحوالها. ثم توجه الناصري فيما بعد إلى تطوان والعرائش وأصيلا والقصر الكبير، ثم انتقل جنوبا إلى بلاد الشاوية ثم الدار البيضاء، ثم مدينة مراكش التي استغل مقامه بها لجمع المواد التاريخية لكتابه المشهور:" الاستقصا لأخبار دول المغرب الأقصى."

### التصوف
التزم بزاوية تامَكْرُوتْ، لكن سرعان ما رحل في طلب العلم، وتصدى للتدريس والإفتاء وتفرغ للتصنيف وانقلب على الصوفية وأعلن حرباً عليها بالمغرب بكتابه «تعظيم المنة بنصرة السنة».

### تفرغه لتدوين التاريخ
منذ بلوغه سن الأربعين، شرع في جمع مواد كتابه الاستقصا لأخبار دول المغرب الأقصى، واستمر في ذلك لمدة تناهز العشرين سنة، إلى أن فرغ من تأليفه سنة 1894. توفي ثلاث سنوات بعد اتمامه مؤلف الرئيسي، أي قضى الثلث الأخير من عمره في جمع ووضع وترتيب مؤلفه عن عمر لا يزيد عن 62 سنة.

## مؤلفاته
- «تمام المنة في الذب عن السنة»، التصوف.
- "الاستقصا لأخبار دول المغرب الأقصى" 1894.
- «كشف العرين عن ليوث بني مرين»، مختصر في أخبار الدولة المرينية، 1295/1878.
- «الفوائد المحققة في إبطال دعوى أن التاء طاء مرققة»، 1291/1874.[6]
- «تعظيم المنة بنصرة السنة» حول البدع المحدثة في الدين، 1311/1893.
- «طلعة المشتري في النسب الجعفري» مطبوع إلى جانب مؤلفات أخرى